# Mashrafe Mortaza
Mashrafe Bin Mortaza (bengalisch মাশরাফী বিন মোর্তজা; * 5. Oktober 1983 in Narail, Bangladesch) ist ein bangladeschischer Cricketspieler und Politiker, der zwischen 2001 und 2020 für die bangladeschische Nationalmannschaft spielte und zwischen 2018 und 2024 Abgeordneter im bangladeschischen Parlament war.

## Sportliche Karriere

### Anfänge in der Nationalmannschaft
Mortaza fiel erstmals im Jahr 2001 bei einem regionalen U17-Turnier auf. Daraufhin wurde er zu einem Camp mit dem west-indischen Bowler Andy Roberts geschickt und sorgte früh für Aufregung, da bangladesch gerade zur Test-Nation erhoben wurde und er der erste Fast-Bowler war der im Land aufkam. So wurde er in die bangladeschische A-Nationalmannschaft für eine Tour in Indien berufen. Nachdem er dort überzeugen konnte, gab er sein Debüt in der Nationalmannschaft im November 2001 gegen Simbabwe. Bei seinem Test-Debüt gelangen ihm vier Wickets (4/106) und auch absolvierte er sein ODI-Debüt bei der Tour. Daraufhin wurde er für die folgende Tour in Neuseeland nominiert, wo ihm drei Wickets (3/100) im ersten Test gelangen. Kurz darauf erlitt er eine Rückenverletzung und eine weitere Knieverletzung, die ihn für mehrere Monate aussetzen ließ. Zurück ins Nationalteam kam er beim Cricket World Cup 2003, wo er als beste Leistung zwei Wickets (2/38) gegen Kanada erzielte. Bangladesch schied bei dem Turnier ohne Sieg in der Vorrunde aus. In der Saison 2003 erzielte er in Test-Serien gegen Australien (3/74) und in Pakistan (3/68) je drei Wickets. Die Saison 2003/04 begann mit einer Test-Serie gegen England, wo er im ersten Test drei (3/41) und im zweiten vier (4/60) Wickets erzielte. Daraufhin verletzte er sich erneut am Knie und musste erneut für ein Jahr aussetzen. Im Dezember 2004 gelangen ihm 3 Wickets für 60 Runs im zweiten Test gegen Indien. Gegen Simbabwe folgten in den Tests zwei Mal drei Wickets (3/59 und 3/51). Im Laufe des Jahres erlitt er dann erneut eine Rückenverletzung.
Im März 2006 erzielte er in der ODI-Serie gegen Kenia 3 Wickets für 38 Runs. Im April folgten gegen Australien erneut drei Wickets (3/54) und im Juli vier Wickets (4/41) in Simbabwe. Die Saison schloss er dann mit einer ODI-Serie in Kenia ab, wo er zunächst zwei Mal drei Wickets (3/25 und 3/53) und dann sechs Wickets (6/26) und dafür in allen drei Spielern als Spieler des Spiels und letztendlich der Serie ausgewählt wurde. Bei der ICC Champions Trophy 2006 war seine beste Leistung 30 Runs als Batter gegen Sri Lanka. Im November kam Simbabwe nach Bangladesch, wo er beim ersten Spiel Bangladeschs in diesem Format sein Twenty20-Debüt gab. In der ODI-Serie erzielte er drei Mal drei Wickets (3/34, 3/14 und 3/36). Beim Gegenbesuch in Simbabwe gelangen ihm vier (4/31) und drei (3/52) Wickets ion der ODI-Serie, worauf er als Spieler der Serie ausgezeichnet wurde. Daraufhin folgte der Cricket World Cup 2007, wo er 4 Wickets für 38 Runs beim Vorrunden-Sieg gegen Indien erreichte und als Spieler des Spiels ausgezeichnet wurde.

### Aufstieg zum Kapitän und Verletzungsprobleme
Im Mai kam Indien nach Bangladesch und in der Test-Serie erzielte er im ersten Spiel neben vier Wickets (4/97) ein Fifty über 79 Runs und wurde dafr als Spieler des Spiels ausgezeichnet. Er war Teil des Teams bei der ICC World Twenty20 2007 konnte dort jedoch nicht herausstechen. In der Saison 2007/08 erreichte er in der Test-Serie in Neuseeland vier Wickets (4/74). In der Folge erzielte er in den ODIs gegen Irland drei (3/22) und in Pakistan vier (4/65) Wickets. Zu Beginn der Saison 2008/09 erzielte er in der ODI-Serie gegen Neuseeland vier Wickets (4/44). Im Dezember folgte eine Tour gegen Sri Lanka, wo er n den Tests im zweiten Spiel neben drei Wickets (3/58) ein Fifty über 63 Runs erzielte. In den ODIs folgten ebenfalls drei Wickets (3/25), bevor er in der ODI-Serie gegen Simbabwe zwei weitere Male drei Wickets (3/21 und 3/26) erreichte. Beim ICC World Twenty20 2009 war seine beste Leistung zwei Wickets (2/30) gegen Irland. Kurz darauf wurde er als Kapitän des bangladeschischen Teams benannt. Im ersten Test in den West Indies verletzte er sich am Knie und wurde in der Folge n beiden Knien operiert. In der Folge sollte er immer wieder ins Team zurückkehren, doch die Erholung von den Operationen dauerte länger als geplant. Konsequenz dieser lange Verletzungspause war, dass er keinen weiteren Test mehr in seiner Karriere bestritt.
Beim Asia Cup 2010 im Juli etablierte er sich wieder im Team und erzielte kurz darauf gelangen ihm drei Wickets (3/31) in der ODI-Serie in England. Im Oktober erlitt er erneut eine Verletzung am Knöchel und nach seiner Rückkehr erlitt er erneut eine Knieverletzung im Dezember. Daraufhin verpasste er den Cricket World Cup 2011. Im April 2011 kam er für die ODI-Serie gegen Bangladesch zurück ins Team und erzielte drei Wickets (3/80). Doch wurde befürchtet, dass ohne eine weitere Rehabilitation die Situation sich nicht bessert und so begab er sich in eine solche und war ein weiteres Jahr außerhalb des Nationalteams. Erst beim Asia Cup 2012 war er im März 2012 wieder im Team. In der Twenty20-Serie in Irland im Juli 2012 erzielte er 4 Wickets für 19 Runs und wurde als Spieler des Spiels benannt. Beim ICC World Twenty20 2012 konnte er dann nicht herausragen. Doch seine Verletzungsmisere ging weiter und so schied er im Dezember abermals für ein paar Wochen aus. Weitere Verletzungen ermöglichten ihn erst im Oktober 2013 wieder zurückzukommen. Gegeh Neuseeland erzielte er dabei drei Wickets (3/43) in den ODIs. Zu Beginn des Jahres wurde er wieder als Kapitän berücksichtigt. Im März war er beim ICC World Twenty20 2014 im Kader, erreichte dort aber als beste Leistung lediglich 19 Runs als Batter gegen die West Indies.

### Karriereende
Im August 2014 gelangen ihm in den ODIs in den West Indies 3 Wickets für 39 Runs. Die Saison 2014/15 begann er mit weiteren drei Wickets (3/34) gegen Simbabwe, wofür er ausgezeichnet wurde. Im Kader für den Cricket World Cup 2015 konnte er im ersten Spiel gegen Afghanistan 3 Wickets für 20 Runs erzielen. In der Saison 2015 erreichte er drei Wickets (3/76) in der ODI-Serie gegen Indien. Im Februar 2016 führte er das Team zum ICC World Twenty20 2016 und erzielte als beste Leistung 2 Wickets für 12 Runs gegen die Vereinigten Arabischen Emirate. Das Team überstand bei dem Turnier die Vorrunde, scheiterte jedoch klar in der Super-8-Runde. Im Oktober 2016 wurde er als Spieler des Spiels beim zweiten ODI gegen England ausgezeichnet, als er vier Wickets (4/29) erzielte. Zum Jahresende erreichte er in Neuseeland drei Wickets (3/49) im dortigen zweiten ODI. Zum Ende der Saison 2016/17 gelangen ihm drei Wickets in der ODI-Serie in Sri Lanka. Nach der Tour zog er sich vom Twenty20-Cricket zurück und konzentrierte sich auf ODI-Cricket. Im Sommer führte er das Team zur ICC Champions Trophy 2017, wo seine beste Leistung 30* Runs bei der Halbfinalniederlage gegen Indien waren.
Im Juli 2018 gelangen ihm in den West Indies vier Wickets (4/37). Im Dezember kam es zum Gegenbesuch der West Indies in Bangladesch, wo er drei Wickets (3/30) erzielte und als Spieler des Spiels ausgezeichnet wurde. In der Vorbereitung für die Weltmeisterschaft absolvierte er ein Drei-Nationen-Turnier in Irland, wo ihm gegen die West Indies zwei Mal drei Wickets (3/49 und 3/60) gelangen. Beim Cricket World Cup 2019 blieb er jedoch schwach und das von ihm angeführte Team scheiterte in der Vorrunde. Er spielte noch eine weitere Serie gegen Simbabwe und wurde daraufhin als Kapitän abgesetzt. Er spielte in der Folge noch einige Twenty20-Ligen, kam jedoch nicht mehr in der Nationalmannschaft zum Einsatz.

## Politische Karriere
Noch während er als Spieler aktiv war, trat er für die Awami-Liga bei der Parlamentswahl in Bangladesch 2018 im Wahlbezirk Narail-2 an. Dabei konnte er sich seinen Sitz mit 96 % der Stimmen sichern, als seine Partei einen Erdrutschsieg errang. Im Dezember 2022 stieg er zum Sprecher für Jugend und Sport seiner Partei auf. Auch bei der Parlamentswahl in Bangladesch 2024 sicherte er sich seinen Parlamentssitz deutlich. Bei den Protesten gegen die Regierung im August 2024 wurde unter anderem sein Haus in Brand gesteckt.